# Права ЛГБТ в Турецкой Республике Северного Кипра
Лесбиянки, геи, бисексуалы и транссексуалы (ЛГБТ) в Турецкой Республике Северного Кипра сталкиваются с юридическими проблемами, которые не испытывают остальные жители этой страны. Однополые сексуальные отношения в Турецкой Республике Северного Кипра являются законными с 7 февраля 2014 года. В соответствии со статьями 171 и 173 уголовного кодекса страны ранее законы допускали тюремное заключение сроком на три года. Женская гомосексуальность не была криминализована. Аресты за гомосексуальные отношения зарегистрированы в 2011 году. Такие законы были наследием британского колониального правления, оставшегося после того, как остров получил независимость в 1960-х годах. Отмена криминализации мужской гомосексуальности была предметом серьезного рассмотрения с 2006 года. В октябре 2011 года член Европарламента Марина Яннакудакис заявила, что во время её визита в ТРСК президент Дервиш Эроглу пообещал ей, что он узаконит гомосексуальность, чтобы привести законы страны в данной области в соответствие с Турцией и Республикой Кипр и остальной Европой. В декабре 2011 года было объявлено, что из-за растущего давления со стороны депутатов Европарламента Северный Кипр отменит законы, криминализующий гомосексуальность.
Решение было отложено до тех пор, пока два дела не были переданы в Конституционный суд ТРСК и Европейский суд по правам человека. Сразу же после того, как дело было передано в Европейский суд, в апреле 2013 года Координационный центр ЕС при премьер-министре ТРСК разработал поправку об отмене статей 171, 172 и 173 главы 154 уголовного кодекса республики.
27 января 2014 года Ассамблея Турецкой Республики Северного Кипра и парламент ТРСК, проголосовали за отмену положений уголовного кодекса, которые запрещали однополые отношения между мужчинами. Законопроект был подписан и опубликован 7 февраля 2014 года. Он вступил в силу с момента его публикации.
Неправительственные организации призывают легализовать однополые браки. В 2012 году Партия общинной демократии предложила закон, который бы узаконил однополые браки, но тогдашняя правящая Партия национального единства выступила против этого закона.

## Сводная таблица прав
| Тип | Статус                                    |
| --- | ----------------------------------------- |
| Однополые отношения                                                                                          | (Начиная с 2014)                          |
| Равный возраст согласия                                                                                      | (Начиная с 2014)                          |
| Антидискриминационные законы только в сфере занятости                                                        | (Начиная с 2014)                          |
| Антидискриминационные законы по предоставлению товаров и услуг                                               | (Начиная с 2014)                          |
| Антидискриминационные законы во всех других областях (включая косвенную дискриминацию, разжигание ненависти) | (Начиная с 2014)                          |
| Однополые браки                                                                                              | No                                        |
| Признание однополых пар                                                                                      | No                                        |
| Усыновление ребенка однополыми парами                                                                        | No                                        |
| Усыновление для одиноких людей независимо от сексуальной ориентации                                          | (Начиная с 2014)                          |
| Разрешение для геев и лесбиянок открыто служить в армии                                                      | No                                        |
| Право изменить юридический пол                                                                               |                                           |
| Доступ к ЭКО для лесбиянок                                                                                   | No                                        |
| Суррогатное материнство для гей-пар                                                                          | Запрещено также и гетеросексуальным парам |
| Разрешение быть донорами крови для МСМ                                                                       | No                                        |